# Ramón Castilla

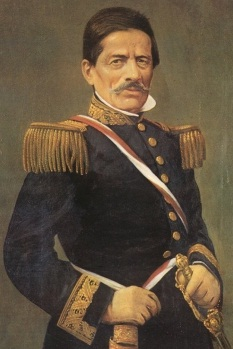
Ramón Castilla

Ramón Castilla y Marquesado (n. 31 august 1797 – d. 25 mai 1867) a fost președintele statului Peru de patru ori. Cea mai proeminentă apariția a sa în cadrul istoriei peruene începe cu participarea sa ca și comandant al armatei Eliberatorilor, ceea ce a ajutat Peru să devină o națiune independentă. Ulterior, el a condus țara în perioada înfloririi economice datorate exploatării depozitelor de guano. Guvernul lui Castillia a abolit sclavia și a modernizat statul.
Prima dată a fost președinte o perioadă scurtă în 1844, după moartea generalului Domingo Nieto, apoi din 1845 până în 1851, din nou din 1855 până în 1862, iar, în cele din urmă, ultima dată o perioadă foarte scurtă în 1863.